# Рокмилс

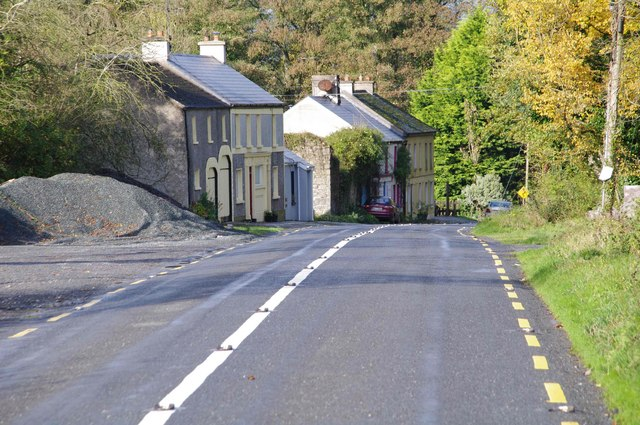
в Рокмилсе

Рокмилс (англ. Rockmills; ирл. Carraig an Mhuileann) — деревня в Ирландии, находится в графстве Корк (провинция Манстер).